# عين الغزالة
عين الغزالة هي منطقة في شرق ليبيا وتقع غرب مدينةطبرق 60كم وشرق درنه بحوالي110كم تقريباً، وتتبع إداريًا لبلدية طبرق ضمن محافظة البطنان تعتبرقليلةالأهمية نظراً لضعف وقلةالاهتمام الحكومي بها. تمتاز بموقعها الساحلي على البحر الأبيض المتوسط، وتُعتبر من المناطق ذات الأهمية التاريخية والجغرافية والقبلية، وقد شهدت عدة معارك ضد الاستعمار الإيطالي.
تعود التسمية إلى وجود عين ماء طبيعية كانت تخرج من تحت الأرض، وكان يتجمع حولها الغزال بأعداد كبيرة، فسمّيت عين الغزالة. كما كانت تُعرف قديمًا باسم برّ الغزال.
يسكن المنطقة أبناء قبيلة العبيدات، وتحديدًا فرع لميلط، وهي قبيلة معروفة بمشاركتها في مقاومة الاحتلال الإيطالي. ومن أبرز العائلات: عائلة الشوماني.
في أواخر عام 1930، كانت هذه المنطقة (أيام الاحتلال الإيطالي لليبيا) مقراً لمعتقل مؤقت، وحاول أفراد المقاومة الليبية وقتها اختراق ذلك المعتقل دون جدوى.
اشتهرت عين الغزالة بكونها موقع لمعركة مهمة في الحرب العالمية الثانية، حيث دارت بالقرب منها مجموعة معارك في مايو، ويونيو 1942 بين قوات المحور بقيادة إرفين رومل، وبين قوات الحلفاء بقيادة نيل ريتشي، وانتهت هذه المعركة بانتصار قوات المحور، واحتلالها لمدينة طبرق في 21 يونيو 1942.

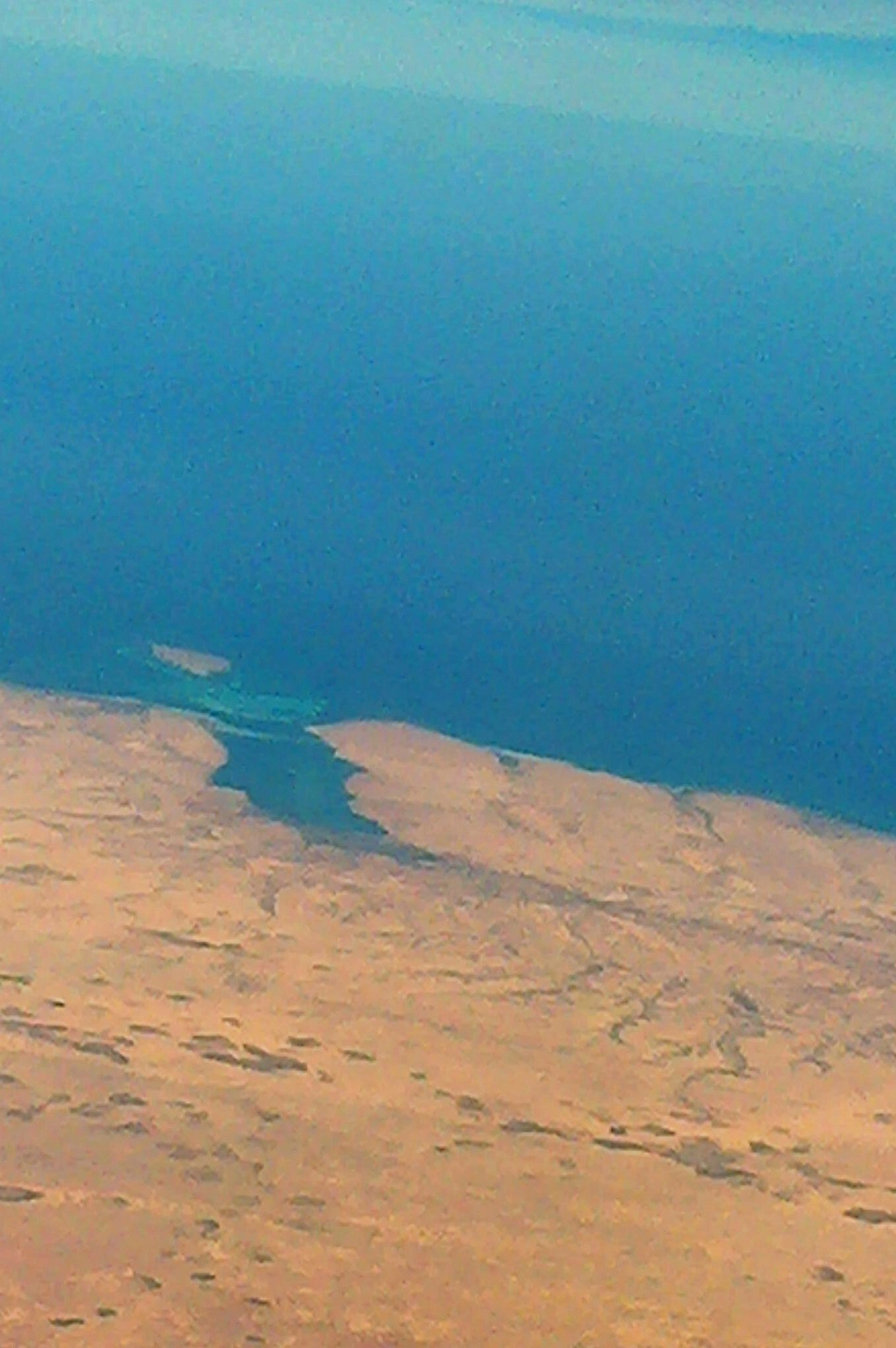
صورة جوية لخليج وجزيرة صغيرة قرب عين الغزالة